# Max Ruh

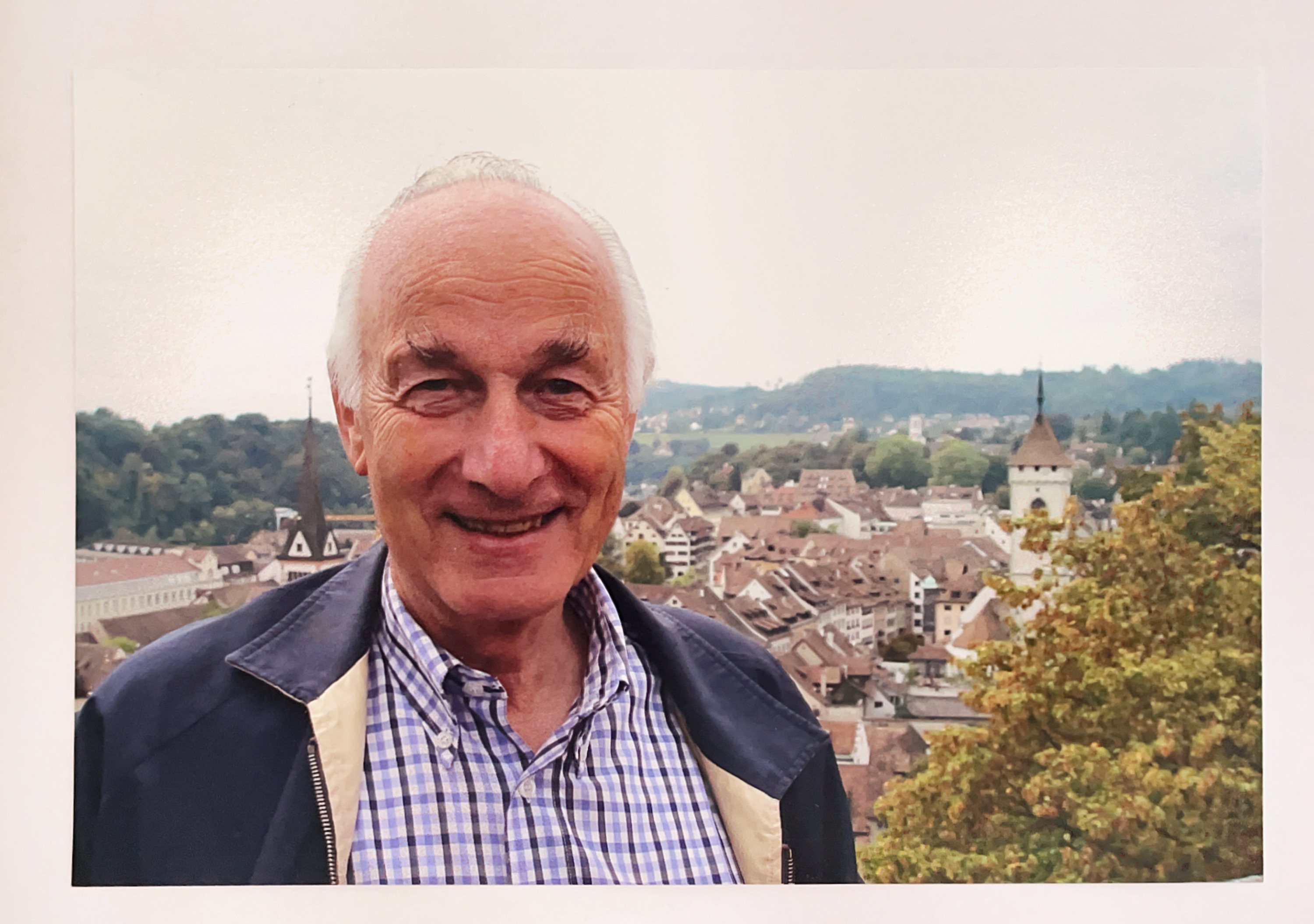

Max Ruh (* 27. Juni 1938 in Biel; † 4. Dezember 2013 in Schaffhausen) war ein Schweizer Historiker und Sammler.

## Leben und Wirken
Als Sohn des Ingenieurs Walter Ruh und Alice Ruh-Hall geboren, absolvierte Ruh seine Schulzeit an der Kantonsschule Schaffhausen. Nach dem Gymnasium besuchte er das Lehrerseminar und begann in Bibliotheken und Archiven zu recherchieren. Seine erste Primarlehreranstellung fand er in Ramsen. Er studierte zugleich an der Universität Zürich Geschichte, Romanistik und Anglistik und unterrichtete dann 38 Jahre an der Sekundarschule Gelbhausgarten («Gega») in seiner Heimatstadt.
Publizistisch aktiv wurde Ruh zunächst als Mitglied des Hegau-Geschichtsverein und begann unter anderem über das frühe Pressewesen in Schaffhausen zu forschen und historische Zeitungen zu sammeln, darunter eine Ausgabe der Pariser Wochenzeitung Gazette de France von 1639.
Ausserdem forschte Ruh über die Geschichte der Spielkartenfabrik Müller in Neuhausen und begann mit einer Sammlung alter Spielkarten, von denen er um die 500 Blätter besass.
1971 bis 1975 ging er als Lehrer an die deutschsprachige Schule in Santiago de Chile. Hier unterrichtete er während des Regime-Wechsels von Salvador Allende zu Augusto Pinochet. Später organisierte er jahrelang einen Schüleraustausch zwischen der Schweiz und Chile und war alle zwei Jahre wieder dort.
Seit 1971 war Ruh Mitglied der Karl-May-Gesellschaft und schrieb für Gert Uedings Karl-May-Handbuch eine Rezeptionsgeschichte Mays in der Schweiz, die in die zweite Auflage von 2001 Eingang fand.
2001 erfolgte die Beschäftigung mit Othmar Schoecks in früher Jugend erarbeiteter Opernpartitur Am Silbersee nach Karl May, bei der Ruh als Fachmann für musikalische Belange Paul Haug heranzog. Es erfolgte eine Einspielung des Arrangements für Cello und Klavier (UA 2001 im Schloss Greifensee) sowie eine weitere musikalische und szenische Bearbeitung durch Dieter Stalder, welche 2003 in Plauen sowie fünf weiteren Städten in Deutschland und der Schweiz zur Aufführung gelangte. Auch für die u. a. in Schaffhausen wirkenden Biedermeier-Komponisten Samuel Gottlob Auberlen und Conradin Kreutzer setzte Ruh sich ein.
Als freier Mitarbeiter bei den Schaffhauser Nachrichten publizierte Ruh über historische Themen. Bei einer Reihe von Ausstellungen zu Spielkarten (etwa im Museum zu Allerheiligen) wirkte er als einer der Kuratoren. In der reformierten Kirche St. Johann war Ruh zwölf Jahre Präsident der Kirchgemeinde und des Kirchenstandes.
Im Waldfriedhof Schaffhausen ist er in einem Gemeinschaftsgrab beigesetzt, das eine Skulptur von Hans Josephsohn aufweist.

## Publikationen (Auswahl)
- mit Karl Hotz und Martin Schweizer: Hundertfünfzig Jahre Schaffhauser Nachrichten. 150-Jahr Jubiläum. Meier Buchverlag, Schaffhausen 2010, ISBN 978-3-85801-195-4.
- mit Daniel Grütter und Walter Haas: Das Tarockspiel in der Schweiz. Tarocke des 18. und 19. Jahrhunderts im Museum zu Allerheiligen Schaffhausen. Erschienen anlässlich der Ausstellung im Museum zu Allerheiligen Schaffhausen vom 17. September 2004 bis 27. März 2005. Schaffhausen 2004, ISBN 3-907066-54-5.
- Schweizer Spielkarten. Schaffhausen. Museum zu Allerheiligen, 1998.
- Spielleidenschaft und Spielkartenherstellung im 18. Jahrhundert in Schaffhausen. Augustin, Thayngen 1979.